# بوب شافر
بوب شافر (بالإنجليزية: Bob Schafer)‏ مواليد 29 مارس 1933 - الوفاة 15 فبراير 2005، كان لاعب كرة سلة أمريكي. بدأ مسيرته الاحترافية في سنة 1955. تم اختياره من قبل فريق غولدن ستايت ووريورز خلال الدرافت. بلغ طوله 6 قدم 3 بوصة (1.9 م). اعتزل اللعب في 1956.

## المسيرة الاحترافية
لعب مع غولدن ستايت ووريورز في سنة 1955، ثم لعب مع أتلانتا هوكس في موسم 1955–1956، ثم لعب مع فيلادلفيا سفنتي سيكسرز في موسم 1956–1957.

## روابط خارجية
- بوب شافر على موقع إن بي أي (الإنجليزية)
- بوب شافر على موقع سبورتس رفرنس (الإنجليزية)
- بوب شافر على موقع كلية كرة السلة في سبورتس رفرنس.كوم (الإنجليزية)
- بوب شافر على موقع ريلجم (الإنجليزية)
- بوب شافر على موقع بروبوليرز (الإنجليزية)